# Statsrådsbreen
Der Statsrådsbreen (norwegisch für Staatsministergletscher) ist ein 10 km langer Gletscher im ostantarktischen Königin-Maud-Land. In der Sør Rondane liegt er an der Bergersenfjella.
Wissenschaftler des Norwegischen Polarinstituts benannten ihn 1973. Namensgeber ist der norwegische Politiker und Diplomat Birger Bergersen (1891–1977) in seiner Funktion als Staatsminister. Nach ihm ist auch die Bergersenfjella benannt.